# Jochem Kazemier
Jochem Kazemier (Aduard, 9 april 1913 - Bakkeveen, 10 april 1945) was een Nederlandse verzetsstrijder tijdens de Tweede Wereldoorlog.

## Leven
Kazemier werd geboren in Aduard als zoon van Berend Kazemier en Zwaantje Muller. Hij trouwde met Jacobje Hindriks en kreeg één dochter. Kazemier werkte als timmerman en aannemer en begon in 1942 zijn eigen bedrijf. Tijdens de Tweede Wereldoorlog was Kazemier actief voor de LO-Veendam (verzorging onderduikers), de Binnenlandse Strijdkrachten en de Ordedienst. Van die laatste was hij districtscommandant. Ook was hij actief voor het illegale tijdschrift 'Doorgeven' en ordonnans van OD-commandanten Jakob Bruggema en later diens opvolger Frans van der Wijk.
Op 20 maart 1945 werd Kazemier thuis door Johan Alssema gearresteerd. Hij werd overgebracht naar het beruchte SD-hoofdkwartier Scholtenhuis in Groningen. Op 10 april werd Kazemier met negen anderen op de Nije Drintsewei te Bakkeveen doodgeschoten door o.a. Peter Schaap wegens de naderende komst van de geallieerde troepen om Groningen te bevrijden. Hij is na de oorlog herbegraven op de begraafplaats in Aduard.